# Il drago nella fumana
 Il drago nella fumana  è un romanzo di Giuseppe Pederiali del 1984. L’opera ha vinto nel 1985 il Premio Penne e il Premio Sorrento ed è stata tradotta in tedesco col titolo Der Nebeldrache.

## Trama
Finale Emilia, 1950. Giovanni Scurta, detto il Marinaio, costruisce draghi, che poi rivende, assemblando parti diverse di animali che imbalsama. Egli deve il suo soprannome al fatto di aver navigato con Colombo e la sua inusuale longevità all'acqua della fonte della giovinezza, di cui conserva una botticella. Vive in una casa-nave fuori dal paese col gatto Dibordo e il pappagallo Guacanagari; i suoi migliori amici sono l'Anzlìn, un ragazzotto gobbo che un tempo era un vero angelo, e Pellegrina Pibigas, una ragazza selvatica e dall'aria di maschiaccio figlia naturale di Linda Galavotti, una guaritrice detta la Donna dei Segni. A questi si aggiungerà poi Francesco Peste, un giornalista che si dice discendente degli Estensi, che era venuto da Modena per fotografare i draghi di Giovanni e che Anzlìn e Pellegrina avevano salvato dall'affogamento in un canale.
Un giorno Giovanni, Pellegrina e Anzlìn si mettono a cercare la città scomparsa di Otesia, il cui tesoro permetterebbe al Marinaio di terminare la costruzione della sua nave e di salpare per il paese di Gogamagoga. Tra le rovine trovano però solo degli sbandati che vi si sono accampati, oltre al fantasma di messer Niccolò d'Este, conosciuto da Giovanni oltre quattrocento anni prima, che lo prega di liberarlo dalla maledizione (l'aver commesso un omicidio spinto dall'amante Isabetta Vecchi, dama di compagnia della duchessa di Ferrara) che lo lega a questo mondo. Giovanni accetta poiché Isabetta, anch'essa colpita da una maledizione, porta con sé un tesoro.  A Pellegrina narra di come, prima d’imbarcarsi con Colombo, abbia salvato la vita proprio ad Isabetta sostituendosi al boia suo padre e facendola fuggire. 

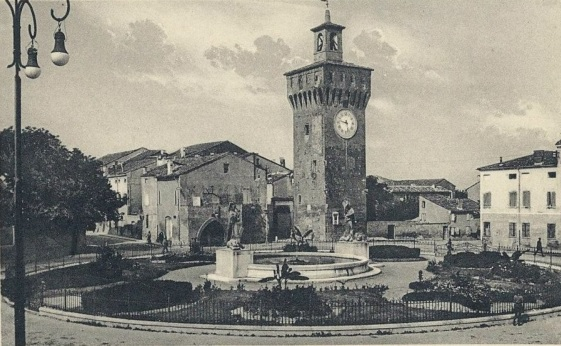
La Torre dei Modenesi di Finale Emilia in un'immagine d'epoca

Per tener fede alla promessa fatta a Niccolò, Giovanni, Pellegrina e Anzlìn, con l’aiuto di Francesco si rivolgono all'"arloiero" (spirito orologiaio) della Torre dei Modenesi perché li faccia tornare indietro nel tempo: in questo modo impediscono a Niccolò di trasformarsi in un assassino. Tornata nel presente, la compagnia attende il passaggio della nave fantasma d'Isabetta, alla quale comunicano la fine della maledizione che gravava sul nobile estense; in cambio, ella dà loro il tesoro e si stabilisce da Giovanni (nonostante quest’ultimo sia ufficialmente fidanzato con Deanna, una ragazza finalese di buona famiglia), ma di giorno la donna scompare e il tesoro si trasforma in sassi e polvere, mentre la notte entrambi ritornano. Pellegrina Pibigas, che inizia ad esserne gelosa, convince la propria madre a compiere un sortilegio per spedire Isabetta all'altro mondo. Ma dopo la dipartita della nobildonna, anche la ragazza viene portata via da una fortissima raffica di vento. Per ritrovarla, Giovanni si fa portare in giro da Francesco fino al Po, che in quel periodo è in una piena di dimensioni storiche. La ricerca è però infruttuosa e Giovanni si convince che Pellegrina sia morta e sia ritornata sotto le spoglie di un animale. Pensando di ravvisarla in una scrofa, prega il parroco di Finale di unirli in matrimonio, cosa che il prete compie senza eccessive resistenze. Dopo di ciò, sembra che l’anima di Pellegrina, acquietata, abbandoni l’animale, che viene macellato e mangiato. Giovanni decide allora di salpare con la casa-nave per l’America, sperando che Gogamagoga si trovi lì. Dopo un ampio giro nella pianura, sospinto dalla forza del vento, giunge in un campo dove trova Pellegrina Pibigas intenta ad arrostire pannocchie di granturco e scopre di essere tornato al punto di partenza.

## Rapporti con altre opere
Gogamagoga è anche il nome della nave del re-ragazzo Vitige nel precedente romanzo  Il tesoro del Bigatto, dello stesso Pederiali.
Giovanni Scurta viene nominato, tra gli abitanti di Finale Emilia, anche nel successivo romanzo Una donna per l'inverno, del 1986.
L'idea del finto drago imbalsamato, costruito in realtà con pezzi di altri animali, sarà ripresa dall'autore nel romanzo Donna di spade del 1991. 
Un accenno alla vicenda del romanzo compare tra le narrazioni dal professor Fumana all'interno della cornice narrativa della raccolta di racconti intitolata Il paese delle amanti giocose, pubblicata da Pederiali nel 2006.

## Edizioni
- Giuseppe Pederiali, Il drago nella fumana, Milano, Rusconi Libri, 1984.